# Ana Roxana Lehaci
Ana Roxana Lehaci, verheiratete Ana Roxana Franz, (* 11. August 1990 in Medgidia, Kreis Constanța, Rumänien) ist eine österreichische ehemalige Kanutin im Kanurennsport mit dem Einer-Kajak (K1) und dem Zweier-Kajak (K2). 2016 nahm sie für Österreich an den Olympischen Sommerspielen in Rio de Janeiro teil.

## Leben
Ana Roxana Lehaci wurde als Tochter des Kanuten Vasile Lehaci in Rumänien geboren. 1994 übersiedelte sie mit ihrer Familie nach Österreich, bis 1998 lebten sie in der Steiermark und seitdem in Linz. 1999 erhielt sie die österreichische Staatsbürgerschaft. Lehaci ist aktive Sportlerin des Heeressportzentrums des Österreichischen Bundesheers. Als Heeressportlerin trug sie 2020 den Dienstgrad Zugsführer.
2012 holte sie bei den Europameisterschaften 2012 in Zagreb/Kroatien die Bronzemedaille in der allgemeinen Klasse über die K1 1000-Meter-Distanz. Seit 2013 bildet sie mit Viktoria Schwarz, beide vom Verein Schnecke Linz, ein Team im Zweier-Kajak (K2). Bis zu den Olympischen Spielen 2016 wurden sie vom Italiener Guglielmo Guerrini trainiert, anschließend sprang Vasile Lehaci als Trainer der beiden ein. Seit Februar 2018 werden sie von Stjepan Janić trainiert. Bei den Weltmeisterschaften 2018 in Portugal erreichte das Duo Lehaci/Schwarz im Kajak-Zweier über 500 Meter im Finale Rang sieben, bei den Weltmeisterschaften 2019 in Szeged belegten sie den achten Platz.
Bei den Olympischen Sommerspielen 2016 nahm Ana Lehaci gemeinsam mit Yvonne Schuring in der Disziplin Zweier-Kajak 500 Meter teil, wo die beiden den 11. Platz belegten.
2021 erhielt das Duo Lehaci/Schwarz für die Olympischen Sommerspiele in Tokio einen Startplatz im Kajak-Zweier über 500 Meter, wo sie auf Rang 12 landeten. Im Mai 2021 gewannen sie beim Sprintweltcup in Barnaul die Bewerbe über 200 und 500 Meter. Anfang Juni 2021 belegten sie bei den Europameisterschaften in Poznań im Kajak-Zweier über 500 Meter Finalrang sieben, über 200 Meter erreichten sie Rang sechs.
Nachdem Viktoria Schwarz die Saison 2022 vorzeitig beendete, trainierte Ana Roxana Lehaci für die Europameisterschaften 2022 in München gemeinsam mit ihrer Schwester Adriana Lehaci. Bei den Europameisterschaften wurden die Schwestern Sechste im 200-Meter-Finale, im Mai 2023 belegten sie beim Flachwasserweltcup in Poznan im Kajak-Zweier über 200 Meter Finalrang drei. Über 5000 Meter wurde Ana Roxana Lehaci beim Weltcup in Poznan im Mai 2023 Vierte. Bei den Europaspielen 2023 in Polen belegten die Schwestern den siebenten Rang.
Nach ihrer Hochzeit 2024 änderte sie den Namen auf Ana Roxana Franz, im November 2024 wurde das Ende ihrer Profikarriere bekanntgegeben. Im Februar 2025 wurde sie Mutter einer Tochter.